# Carlo Del Lungo
Carlo Del Lungo (Firenze, 12 settembre 1867 – Firenze, 15 agosto 1950) è stato un fisico italiano.

## Biografia
Figlio primogenito di Isidoro Del Lungo, dopo la laurea in fisica, tra il 1891 e il 1895 è documentata la sua attività di assistente presso l'Osservatorio astronomico di Catania. Fu in seguito direttore (1909-1911) dell'Osservatorio meteorologico Alessandro Serpieri e del Gabinetto di fisica dell'Università degli Studi di Urbino. Fu anche libero docente di fisica terrestre presso l'Università degli Studi di Genova (1913-1933). Dal 1891 al 1933 insegnò matematica e fisica nei licei e negli istituti tecnici a Catania (1891-1895), Firenze (1895-1899), La Spezia (1900-1908), Urbino (1909-1911), Perugia, Milano, Venezia, Bologna, Ravenna, Verona, e Padova.
Si occupò specialmente di termodinamica e di teoria cinetica dei gas, redigendo, in quest'ultimo ambito, il primo trattato italiano a livello universitario (1920). Si trovano notizie relative a sue ricerche sulla pressione e il volume specifico di vapori saturi (1891), sulla caduta dei gravi (1901), sulle unità meccaniche nel sistema pratico (1903), sulla resistenza d'attrito tra solidi e liquidi (1905). Tra le carte del fondo Augusto Righi, si trovano un lavoro sulle scariche elettriche atmosferiche (1906), uno di rassegna sui progressi della glaciologia (1907) e uno sul moto degli ioni nei fenomeni elettrolitici (1919). Fu anche autore di saggi di storia della scienza (Goethe ed Helmoltz, 1903 e Leonardo uomo del Rinascimento e precursore,1920 e traduttore di opere scientifiche dal tedesco.

## Opere
- Goethe ed Helmoltz, Torino 1903, Fratelli Bocca Editori
- Elementi di teoria cinetica dei gas, Bologna 1920, Zanichelli
- Leonardo uomo del Rinascimento Bologna1919, Zanichelli
- Offese e difese elettriche sull'antico e sul nuovo campanile di San Marco, Venezia 1916, Ateneo Veneto
- Sopra l'originalità dei "PARAFULMINI PERFEZIONATI" del sistema Borghini di Arezzo, Arezzo 1916, Tip. Ettore Sinatti
- Le Forze della Natura - Quadro generale del mondo fisico e chimico Traduzione con Alberto Del Lungo da M. Wilhelm Meyer, Milano 1915, Casa Editrice Dottor Francesco Vallardi